# ヴィルヘルム・ライ
ヴィルヘルム・アウグスト・ライ（Wilhelm August Lay、1862年 7月30日- 1929年 5月9日）は、
ドイツの教育学者。
ベッツィンゲンの生まれ。専門は行動教育学。実験教育学を推進した。実証的教育科学の創始者である。プロテスタントの家庭教育を受けて育った。従来の言語教授中心の教育に対抗し、教育課程を知覚、改作、表現あるいは行動、の３つの生命過程の基本的段階に相応するプログラムに改変すべきことを提唱し、実践した。実践の場を「行動学校」と呼び、模型づくり、劇化、図画、粘土細工、植物・動物の世話等の教育方法を尊重した。一方で、これらの課業の優勢は、生徒の受け取る知識の量の低下につながった。また、ドイツ精神、宗教性の涵養等の道徳教育は、特化された宗教の授業においてではなく、むしろ自然科学の教科の教授の際になされるべきであるとした。

## 著書
- 『意志と行動に特に配慮することを基礎とする実験教授学』（1903年）
- 『行動を通した訓育に特に配慮した実験教育学』（1908年）
- 『自然と文化に適合した学校改革としての行動学校』（1911年）